# 마그달레나 오구레크

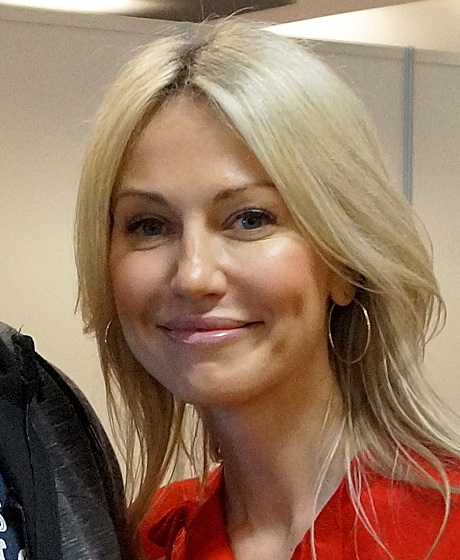
마그달레나 오구레크 (2018)

마그달레나 오구레크(폴란드어: Magdalena Agnieszka Ogórek, 1979년 2월 23일 ~ )는 폴란드의 역사가이자 정치가이다.

## 생애

### 학력
마그달레나 오구레크는 리브니크의 제2문법학교에서 중등교육을 마쳤다. 이후 오폴레대학(University of Opole)에서 역사를 공부하고 2002년 석사학위를 취득했다. 이후 바르샤바 대학에 있는 유럽통합을 위한 졸업 후 과정에서 정치학을 공부하였고, 마스트리트 시의 공공행정 유럽 연구소(the European Institute of Public Administration, Maastricht)에서 과정을 마쳤다. 2009년에는 박사학위 과정.

## 가족
- 남편 : 경제학자 표토르 모흐나체브스키( Piotr Mochnaczewski)

- 딸 (2005년 생)

## 역대 선거 결과
| 선거명      | 직책명          | 대수 | 정당   | 1차 득표율 | 1차 득표수 | 2차 득표율 | 2차 득표수 | 결과 | 당락 |
| ----------- | --------------- | ---- | ------ | ---------- | ---------- | ---------- | ---------- | ---- | ---- |
| 2015년 선거 | 폴란드의 대통령 | 6대  | 무소속 | 2.38%      | 353,883표  |            |            | 5위  | 낙선 |